# Настоящие утки
Настоящие утки (лат. Anatinae) — подсемейство птиц семейства утиных, объединяющее птиц с характерным обликом уток. Объединяет птиц из рода Anas и их ближайших родственников.

## Общая характеристика
Птицы средних и небольших размеров с относительно короткой шеей. Окраска оперения разнообразна; у многих видов на крыле имеется «зеркальце» — пятно синего цвета. Со второй половины лета и до ранней осени самцы и самки практически не отличаются друг от друга. В период размножения у большинства уток в окраске ярко выражен половой диморфизм, при этом самцы окрашены значительно ярче самок. Линька происходит дважды в году — летом полная, осенью частичная. Во время осенней линьки происходит смена маховых перьев, вследствие чего птицы на некоторое время теряют способность летать. Цевка расположена спереди и покрыта крупными поперечными щитками. Полигамны; у большинства видов насиживанием яиц и воспитанием птенцов занимается только самка. Питаются в основном вегетативными частями водных растений и семенами трав, а также насекомыми и моллюсками.

## Классификация
Настоящих уток разделяют на 5—8 групп, или триб, имеющих общие морфологические и поведенческие характеристики. Обычно сюда включаются земляные утки (Tadornini), утки-пароходы (Tachyerini), блестящие утки (Cairini), речные утки (Anatini), нырковые утки (Aythyini), морские утки (Mergini) и савки (Oxyurini). Обширный орнитологический справочник «Птицы мира» в этот список добавил также и ручьёвых уток (Merganettini). Классификация Сибли — Алквиста, построенная на основании молекулярных исследований путём гибридизации ДНК, выделил Oxyurini в самостоятельное подсемейство Oxyurinae, однако включил туда веснушчатых (Stictonettinae) и древесных (Dendrocygnini) уток.
Трибы и роды настоящих уток, предложенная Е. Кобликом и Я. Редькиным:
- Подсемейство Anatinae
  - Триба Anatini
    - Род Мускусные утки (Cairina)
    - Род Белоголовые утки (Asarcornis)
    - Род Утки Хартлауба (Pteronetta)
    - Род Малые гуси (Nettapus)
    - Род Кольчатые чирки (Callonetta)
    - Род Лесные утки (Aix)
    - Род Гривистые утки (Chenonetta)
    - Род Бразильские чирки (Amazonetta)
    - Род Синие утки (Hymenolaimus)
    - Род Полосатые утки (Salvadorina)
    - Род Хохлатые утки (Lophonetta)
    - Род Очковые утки (Speculanas)
    - Род Речные утки (Anas)
    - Род Розовоухие утки (Malacorhynchus)
    - Род Мраморные чирки (Marmaronetta)

  - Триба Aythyini
    - Род Розовоголовые утки (Rhodonessa)
    - Род Нырки (Netta)
    - Род Чернети (Aythya)

  - Триба Mergini
    - Род Гаги (Somateria)
    - Род Малые гаги (Polysticta)
    - Род Лабрадорские гаги (Camptorhynchus)
    - Род Каменушки (Histrionicus)
    - Род Морянки (Clangula)
    - Род Турпаны (Melanitta)
    - Род Гоголи (Bucephala)
    - Род Малые крохали (Mergellus)
    - Род Крохали (Mergus)

  - Триба Oxyurini
    - Род Черноголовые утки (Heteronetta)
    - Род Масковые савки (Nomonyx)
    - Род Савки (Oxyura)
    - Род Лопастные утки (Biziura)